# Physoptera rostralis
Physoptera rostralis är en tvåvingeart som beskrevs 1959 av Thomas Borgmeier och typen återfanns i Brasilien. Arten ingår i släktet Physoptera och familjen puckelflugor. Inga underarter finns listade i Catalogue of Life.